# جاده ئی۹۵۲ اروپا
جاده ئی۹۵۲ اروپا (به انگلیسی: European route E952) یکی از جاده‌های درجه ۲ قاره اروپا است.
این جاده که در کشور یونان قرار دارد از شهر آکتیو شروع شده و در شهر لامیا به پایان می‌رسد.